# 韋爾夫一世 (巴伐利亞公爵)

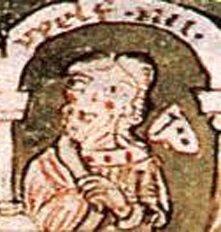
巴伐利亞公爵韋爾夫一世

韋爾夫一世（約1035年/1040年—1101年11月9日），出身自韋爾夫家族老系，是韋爾夫家族新系的始祖。巴伐利亞公爵（1070年—1077年及1096年—1101年在位）。其在韋爾夫家族老系的排序是韋爾夫四世，在巴伐利亞公爵排序則為韋爾夫一世。

## 生平
韋爾夫是韦尔夫家族新系的開山祖師，阿爾貝托·阿佐二世與阿爾特多夫的庫尼貢德的長子，當韋爾夫的舅父韦尔夫三世於1055年去世時，韋爾夫繼承他的遺產。韋爾夫於1062年迎娶巴伐利亞公爵諾特海姆的奧托之女埃瑟琳德 。儘管埃斯特家族的父親阿爾貝托·阿佐二世繼續為教皇格雷戈里七世堅定的支持，但韋爾夫的婚姻以及他在德意志的財產繼承，意味著他更加關注母系方德意志的事務，並支持神聖羅馬皇帝亨利四世。
當其丈人巴伐利亞公爵諾特海姆的奧托成為皇帝亨利四世的敵人後，其巴伐利亞公國被皇帝沒收，韋爾夫仍是堅定地效忠亨利四世。為了遵守亨利四世的命令，他背叛其妻子埃瑟琳德並與她離婚。此後不久，因其忠誠而受到嘉獎，他於1070年被任命為巴伐利亞公爵以取代其丈人奧托。這次任命於1070年在戈斯拉爾舉行，當時巴伐利亞公國悄悄交給於新公爵韋爾夫一世，而韋爾夫一世是該公國其中一個最古老的家族的代表。他對埃瑟琳德的背叛（可以被認為是不公正的舉動）似乎並未受到反對。
但是，在敘任權鬥爭期間，韋爾夫改變了立場，轉而反對皇帝，支持教皇格里高利七世，並支持於1077年3月出來選舉為對立皇帝士瓦本公爵萊茵費爾登的魯道夫。1076年，教皇和皇帝表面上和好，但於翌年他們的鬥爭轉趨白熱化，再次進行積極的敵對行動。由於這些反覆的叛亂行為，亨利四世宣布韋爾夫的新爵位被廢黜。然而，在忠實的巴伐利亞貴族支持下，並在他父親米蘭藩侯阿爾貝托·阿佐二世於意大利的幫助下，韋爾夫得以維持自己在巴伐利亞的地位，並於1077年5月公開反抗帝國禁令。韋爾夫加入支持魯道夫的一些不滿的諸侯，當任何拒絕遵循教皇指示的人都會被教會懲以絕罰，這是在當時的社會和政治狀況下的一種強力而有效的威脅。但是，格里高利七世於1085年去世，他的繼任者在德意志事務中的參與較少。韋爾夫雖然仍然堅持教皇的黨派，但他開始減少對萊茵費爾登的魯道夫的支持。
韋爾夫於1070年與第一任妻子諾特海姆的埃瑟琳德離婚後，迎娶法蘭德斯伯爵博杜安四世的女兒法蘭德斯的朱迪思，朱迪思是諾森比亞伯爵托斯提·戈德溫森的遺孀。1089年，韋爾夫的兒子韋爾夫二世與托斯卡納女藩侯卡諾莎的瑪蒂爾達結婚，從而加強與教皇的關係。然而，年輕的韋爾夫二世於1095年與瑪蒂爾達離婚後，韋爾夫一世與亨利四世進行和解，並再次確認他作為巴伐利亞公爵的地位。1097年，父親米蘭藩侯阿爾貝托·阿佐二世去世後，韋爾夫試圖獲得父親在阿爾卑斯山以南的遺產，但未能成功從他年輕的同父異母弟弟富爾可一世手上取得。
1099年，韋爾夫與阿基坦公爵威廉九世、韋爾芒杜瓦伯爵于格和奧地利藩侯夫人伊達一起參加1101年十字軍東征。韋爾夫的主要功績是防止十字軍同行之間及與拜占庭皇帝的佩切涅格僱傭軍的衝突，十字軍一直在前往君士坦丁堡的途中掠奪。
進入安納托利亞的十字軍東征最終失敗。在9月通過赫拉克利亞之後，與其他十字軍一樣，韋爾夫的巴伐利亞軍隊遭到魯姆蘇丹國基利傑阿爾斯蘭一世的軍隊伏擊和屠殺。韋爾夫本人雖然成功逃出戰場，但於1101年回程時在塞浦路斯帕福斯的途中死亡，被葬在韋恩加滕修道院。他的兒子韋爾夫二世繼任巴伐利亞公爵。

## 家庭
韋爾夫於1062年與巴伐利亞公爵諾特海姆的奧托之女埃瑟琳德結婚 ，但是二人於1070年離婚。
韋爾夫再於1071年與法蘭德斯伯爵博杜安四世的女兒法蘭德斯的朱迪思結婚 ，二人有三名兒女：
- 韋爾夫二世（1072年出生），巴伐利亞公爵[7]
- 亨利九世 (歿於1126年12月13日)，巴伐利亞公爵[7]
- 庫尼扎(歿於1120年3月6日)，與迪森伯爵弗雷德里希·羅喬結婚